# E461 (trasa europejska)
E461 – oznaczenie europejskiej trasy łącznikowej (kategorii B), biegnącej przez wschodnie Czechy i północno-wschodnią Austrię.
E461 zaczyna się w mieście Svitavy, gdzie odbija od trasy europejskiej E442. W Czechach biegnie szlakiem dróg krajowych:
- drogi krajowej nr 43 Svitavy – Brno,
- drogi krajowej nr 52 \ autostrady D52 Brno – granica z Austrią w Mikulovie (Drasenhofen) (docelowo cały odcinek od Brna do granicy będzie w standardzie autostrady – D52)

Na terenie Austrii E461 biegnie szlakiem dróg:
- drogi krajowej B7 Drasenhofen – Poysbrunn (do czasu wybudowania na tym odcinku autostrady A5)
- autostrady A5 Poysbrunn – Eibesbrunn
- drogi ekspresowej S1 Eibesbrunn – Süßenbrunn
- drogi ekspresowej S2 Süßenbrunn – Hirschstetten